# دانشگاه آزاد اسلامی واحد بین‌المللی خرمشهر-خلیج فارس
مرکز بین‌المللی خلیج فارس (به انگلیسی Persian Gulf International Education Center) یکی از واحدهای دانشگاه آزاد اسلامی واقع در منطقه آزاد اروند، در استان خوزستان می‌باشد.
این دانشگاه در مقطع کارشناسی ارشد، و دکترا در ۲۸ رشته دانشجو می‌پذیرد.

## تاریخچه
این دانشگاه در سال ۱۳۸۷ در منطقه آزاد اروند تأسیس گردید.